# Бечкеречка тврђава
Бечкеречка тврђава је подигнута у истоименом месту крајем двадесетих година XVI века, а порушена 1701. године у складу са другом тачком Карловачког мира.
Највероватније је била подигнута по наређењу мађарског краља Јаноша Запоље 1527. године, у време грађанског рата у Угарској између Запоље и Фердинанда I Хабзбуршког. Простирала се отприлике на потезу између данашње Скупштине општине Зрењанин и Соколског дома.
Након што је успео да овлада подручјем Баната, Запоља је за намесника ове области поставио свог присталицу Петра Перењија. Перењи је употребио српске трупе Јована Ненада да сазидају тврђаву у Бечкереку. Бечкерек је у то време већ увелико био насељен претежно српским живљем, будући да су српски деспоти Стефан Лазаревић и Ђурађ Бранковић још век раније постали господари овог насеља. За потребе градње бечкеречке тврђаве, коришћен је нетесани камен, који су Запољине лађе превозиле из врдничких или фрушкогорских каменолома преко Дунава, Тисе и Бегеја у Бечкерек. Каснији археолошки налази бечкеречке тврђаве - кречњак, глинени и кварцни лискуни, бели грубоврнасти и сивомрки пешчари - одговарају геолошким карактеристикама подручја између Сремских Карловаца и Сланкамена.
1551. године Мехмед-паша Соколовић у име Сулејмана Величанственог заузима Бечкеречку тврђаву и Бечкерек која остаје у њиховом поседу све до њеног рушења.
Тврђава је према мапама из XVII века била подељена на два дела, утврђени град у коме се налазила администрација и дворац у коме је био смештен гарнизон и који је био последња тачка одбране града. Утврђени град је имао облик звезде и био је окружен насипима, палисадама и јарковима. Дворац је био направљен од чврстог материјала и налазио се на крајњем западу некадашњег острва и на том месту је био окружен водом која је служила као природни штит.
Након Великог бечког рата (1683—1699), Банат (Темишварска покрајина) је према одредбама Карловачког мира склопљеног 1699. године имао да остане под турском влашћу, али су Аустријанци преузели на себе обавезу да поруше тамошња погранична утврђења, укључујући и бечкеречко. Ово је било утврђено другом тачком Карловачког мира из 1699. године.
Највећи део тврђаве је порушен 1701. године, а њени остаци касније како се градио и ширио град Зрењанин.